# Дерновичи (Витебская область)
Дерновичи (бел. Дзё́́рнавічы) — деревня в Верхнедвинском районе Витебской области Республики Беларусь, административный центр Дерновичского сельсовета.

## История
Историю героического сопротивления дерновицких крестьян насильственному обращению в православие описал в своей книге граф Станислав Тарновский.

## Расположение
Ближайшие населённые пункты: Адамово, Алексеевцы ,Барсуки (Бельковщинский п.с.), Борковичи, Владычино, Ермаки, Задежье, Залесье, Зельки, Климовщина, Луговцы, Неверово, Новый Строй, Песковатка, Пискуново, Рудня, Ульяново, Юзефово.

## Учреждения
- УО «Дерновичская государственная общеобразовательная базовая школа-сад» (ул. Лесная, д. 11а)[8]

## Достопримечательность
- Братская могила —  Историко-культурная ценность Республики Беларусь, шифр 213Д000236.

## Известные уроженцы
- Лагун, Сергей Леонидович (1988 — 2011) — белорусский спортсмен.